# Ястребная (Житомирская область)
Ястребная (укр. Яструбна) — село на Украине, находится в Брусиловском районе Житомирской области.
Код КОАТУУ — 1820988011. Население по переписи 2001 года составляет 47 человек. Почтовый индекс — 12614. Телефонный код — 4162. Занимает площадь 7,527 км².

## Адрес местного совета
12614, Житомирская область, Брусиловский р-н, с.Ястребенька, ул.Ленина, 24